# 哪吒之魔童闹海
《哪吒之魔童闹海》（亦稱《哪吒貳之魔童鬧海》，簡稱《哪吒2》）是一部2025年上映的中国奇幻喜劇動畫電影，为2019年電影《哪吒之魔童降世》的續集，由饺子執導兼編劇。本片以明朝小说《封神演义》为基础，主角以中国传统神话人物哪吒为原型，講述了哪吒及敖丙經歷「天劫」之後，历经重重困难并与敌对势力相抗争的故事。
《哪吒之魔童闹海》于2025年1月29日（农历大年初一）在中國内地影院上映後，获得普遍正面评价，以其主题、剧情、人物刻画、视觉效果获得了影评人以及大众的广泛赞誉。本片在商业上也取得空前成功，打破多项中国内地和全球票房记录，主要成就包括上映后第9天超过《長津湖》（57.75亿人民币）成为中国内地票房最高的电影，上映后第10天超过《星球大战：原力觉醒》（9.36亿美元）成为全球单一市场票房最高的电影，上映第12天超過《战狼2》（1.59亿人次）成为全球单一市场人次最高的电影。上映第22天超过《腦筋急轉彎2》（16.99亿美元）成为全球动画电影票房冠军。截至2025年6月30日在中國大陆下映，本片全球總票房超過159亿元人民币，中国大陆總票房达154.46億人民幣，海外总票房超過6300万美元；中国大陆累计观影人次超過3.24亿人次，海外累计观影人次超过730万人次。是全球票房最高的非英语电影、全球票房最高的动画电影和全球票房第五高的电影。

## 剧情
天劫之后，太乙真人虽然保住了哪吒及敖丙的魂魄，但没有肉身的魂魄很快就会魂飞魄散，太乙真人只能使用七色宝莲给二人重塑肉身。与此同时，申公豹与被囚禁深海的四海龙王以为敖丙已死，于是借由申公豹之手带领海底妖族入侵陈塘关。袭击过程中，申公豹发现了太乙真人并向其展开攻击，在交战中敖丙刚重塑的肉身用力过猛被毁，用于重塑肉身的宝莲也法力耗尽，敖丙即将彻底魂飞魄散。敖丙之父东海龙王敖光得知之后威胁众人，如果敖丙身亡，则不惜触犯天条也要屠灭陈塘关。无奈之下太乙真人只好建议敖丙的靈魂暂时附身哪吒，并经由申公豹提议带领哪吒与敖丙完成成仙考核，這樣他们就能赢得玉液瓊漿，然后用玉液琼浆恢复宝莲以为敖丙重塑新的肉身。申公豹则代表龙族看守陈塘关，严禁除太乙真人与哪吒外的任何人出入，以免走漏他与龙族合作的风声。
哪吒和敖丙共享肉身時，因哪吒在出招会释放魔气，使考核人员察觉，且无法正常战斗，太乙真人即让哪吒服藥來讓哪吒的靈魂沉睡，這樣敖丙的靈魂就能控制住哪吒的肉體正常出招作战。
哪吒一行来到了玉虚宫并见到了无量仙翁和其弟子：鹿童和鹤童。无量仙翁要求哪吒配合捕妖队成功通过三道擒拿妖孽的考验，才可以成仙拿到其想要的物品，而妖怪们则会被带到玉虚宫接受教育修行正道。第一道是去捉拿住在沙漠里的一群辛苦劳作、自力更生的土拨鼠，两人在灵魂切换数次后成功收复土拨鼠。之后一行人赶上六星连珠，无量仙翁借此机会主持了十二金仙的金仙大会，探讨即将发生的封神大战的相关事宜。无量仙翁表示自己正在加紧炼制仙丹，将逐级发放给门人以扩充阐教实力，而目前已经炼制了九千颗。其他金仙对此感到十分惊讶，但并未细想。大会后，敖丙替哪吒与其哥哥金吒和木吒相见。
第二道是去征讨申正道一行。申正道是申公豹的父亲，身法高超、为人正直、行如闪电，在森林里教授小妖们成仙的功法。交战中双方势均力敌，但最后申正道看到了阐教的旗帜，意识到是玉虚宫派遣人员来捉拿自己，于是自断左臂，赔礼道歉并令小妖们缴械投降，不要与玉虚宫为敌。此时从陈塘关返回的申小豹撞见了父亲被擒的场景，毫不犹豫地上前攻击仙人们。申正道为保护申小豹被鹿童射伤，申正道脱力倒下，申小豹拼死逃生。
然而，被玉虚宫降伏的妖怪并非送去教育，而是被送给无量仙翁炼丹，无量仙翁为了确保闡教的霸权，决定剿灭陈塘关，再嫁祸龙族并予以剿灭，一方面可以防止龙族在随后的封神大战中背叛阐教阵营，另一方面也可以将龙族全体炼制成丹，增强阐教实力。此时李靖正在宴请帮忙送药材的申公豹，谁知申小豹负伤到来，在断气前告诉申公豹父亲被哪吒打伤捉走之事。申公豹顿时万念俱灰，此时无量仙翁突然到访陈塘关，质疑申公豹勾结龙族，申公豹突然想起了成仙后的他被无量仙翁叫做脏活的往事，又发现申小豹的伤口实为鹿童制造，便猜到事情的真相。无量仙翁策反被敖光镇压且暂交给申公豹“管理”的西海龙王、南海龍王和北海龍王去攻擊陈塘关，在敖闰“裂空爪”的加持下，陈塘关被屠灭。申公豹让海夜叉将李靖和殷夫人暂时石化以躲过无量仙翁的搜查，並且试图自行对抗叛变的三龙王，最终遭擒获，与申正道一起被关押。而大战开始前就昏迷的结界兽前往玉虚宫向哪吒一行报告陈塘关被毁的消息，哪吒听闻后误认为陈塘关遭龙族攻擊，直接奔回陈塘关。以为家人丧生的他被愤怒裹挟，立刻前去第三道关捉拿自娱自乐的石矶娘娘，石矶最终被降伏。之后，在无量仙翁的见证下，哪吒被封为神仙，获得了玉液琼浆。回到陈塘关后太乙真人复活了七色宝莲，并为敖丙重塑肉身。而摆脱了敖丙灵魂的哪吒则不顾敖丙的阻拦，立即前去讨伐东海龙宫。
对陳塘關被毁一事毫不知情的敖光听闻大军将至只得迎战，但在天元鼎（炼丹炉）的压制以及哪吒的攻势下败下阵来，掉入鼎中。此时李靖、殷夫人、敖丙和太乙真人赶到战场，哪吒也得知屠灭陳塘關的幕後黑手正是无量仙翁。随后，哪吒与敖丙一同击败三龙王，但在试图攻击无量仙翁时被施用了其在封仙仪式上偷偷下放的“穿心咒”，导致两人动弹不得，若强行挣脱则会被撕碎。无量仙翁把哪吒和他的父母以及敖丙、敖光等丟進天元鼎并準備将其變成仙丹，而殷夫人在三昧真火下不幸牺牲。這激怒了哪吒，他拼尽全力挣脱穿心咒以至于身体四分五裂，但在三味真火的加持下，肉身重新融合在了一起，其也化身为少年哪吒。哪吒帮敖丙破了“穿心咒”，敖光则号召剩余的妖族和龙众们一同借助定海神针顶开天元鼎，最終撑破天元鼎。两人與无量仙翁決鬥，並將其打得鼻青臉腫、仓皇逃离。
闡教在此战后元气大伤，实力大大受损。最终，敖光率领龙众迁居深海隐居，而敖丙决定回到陈塘关与哪吒一起闯出属于自己的天地。片尾彩蛋中，无量仙翁等人进入地牢探访被关押的申公豹和申正道，威胁申公豹为其效命。此外哪吒兄长金吒与木吒应召回玉虚宫。

## 配音員
普通话配音員名單來自豆瓣電影。
- 吕艳婷聲演儿童哪吒
  - 囧森瑟夫聲演少年哪吒、结界兽左
- 瀚墨聲演敖丙
- 绿绮聲演殷夫人
- 陈浩聲演李靖
- 张珈铭聲演太乙真人
- 杨卫聲演申公豹
- 王德顺聲演无量仙翁
- 雨辰聲演東海龙王敖光（人形）、卖字先生
  - 李南聲演東海龙王（龙形）
- 周泳汐聲演西海龙王敖闰
- 韩雨泽聲演北海龙王敖顺、虾兵、木吒
- 南屿聲演南海龙王敖钦
- 张运气聲演鹿童
- 杏林儿聲演鹤童
- 王智行聲演申小豹
- 张稷聲演申正道
- 良生聲演鼠老大、鼠老二、道行天尊
- 小V聲演石矶娘娘
- 幻听聲演铜镜、慈航道人
- 零柒聲演结界兽右、黄龙真人
- 任俊鹏聲演海夜叉、普贤真人
- 龚格尔聲演章鱼怪、采藕大爷、采藕大妈
- 陈厚霖聲演鲨鱼怪、灵宝大法师、清虚道德真君
- 陶渊聲演李府管家、惧留孙
- 崔凯聲演广成子、龟兵、蟹将、金吒
- 巽辰聲演玉鼎真人
- 大海聲演赤精子
- 一舟聲演文殊广法天尊

北美、澳新英文版配音员名单：
- 杨紫琼声演殷夫人
- 杜卡妮声演儿童哪吒
- 文森特·罗德里格斯 声演李靖
- 亚历克斯·黎声演敖丙
- 达米恩·哈斯声演鹿童
- 关继威声演申公豹
- 奥卡菲娜声演石矶娘娘
- 李馨巧

## 製作
《哪吒之魔童降世》（2019年）正式上映前，编导饺子表示若电影能回本就制作续集。《哪吒之魔童降世》上映5天后，製作團隊称續集已在筹备中。本片总耗资约6億人民幣，打破《深海》（2023年，2億人民幣）的紀錄，是中国大陆成本最高的动画电影。本片还受到了四川省重大文艺项目的扶持，该项目有3亿元的年度预算。
本片幕后制作纪录片《不破不立》于2025年2月10日在全网上线，讲述动画团队的影片制作历程。

### 角色设计
本片对原有的登场人物在建模上进行了升级，其中人类角色的脸部添加了一层白色绒毛，以使角色看起来更加自然和真实。
导演饺子希望本片中的角色都能够融入新中式美学。其中鹿童的角色设计结合了与鹿相关的元素，其服装的花纹借鉴了民间的玉雕艺术。对于东海龙王敖光，制作组曾打算参考1992年香港电影《鹿鼎记》中“凶神恶煞、五大三粗”的鳌拜形象，但后来听取观众的建议，改为帅气的壮年形象。敖光的服装龙鳞战甲使用了中式传统刺青龙纹，以体现厚重感和力量感，迎合了其“高高在上”的形象。此外，“灵珠版哪吒”角色设计还致敬了1979年上海美术电影制片厂动画长片《哪吒闹海》中哪吒的形象。
次要角色海底妖兽的设计参考了中国早期妖怪绘画，采用弯曲的獠牙等东方妖兽的特征元素，与西方怪兽形象有别。为了使每只妖兽都有所不同，其身上的皮肤融合了鱼鳞、象皮、鳄鱼皮和海龟皮肤等多种材质。

### 特效制作
本片與前作均耗時五年製作，參與制作的人員有4,000多人，远超前作的1,600多人。製片人刘文章稱本片的角色超过300个，是前作的三倍；全片共2,400多个镜头，其中特效镜头超过1,900个，而前作全片只有1,800多个镜头。
剧情中申公豹使用裂空爪划出了一个包围陈塘关的时空裂缝，海底妖兽带着身上的锁链被传送到陈塘关，上万只妖兽戴着铁链进行打斗，很容易出现穿帮镜头。特效团队本打算在战斗场景隐藏锁链，但导演饺子坚持保留锁链，最终团队通过近景、远景和群集三种不同方式的结合，完成了高难度的锁链镜头。无量仙翁带领哪吒进入玉虚宝库时，宝库内有十万条小鱼组成长河，这个不到3秒的镜头花费了团队一年半的时间制作。此外，东海龙宫的水墨风格特效则采用了“动态水墨渲染引擎”，该引擎能够把传统水墨画的晕染效果带入3D动画中。
在原作《封神演义》中，哪吒“削肉还父，剔骨还母”是经典的桥段，而本片导演饺子将这一桥段改写为哪吒挣脱“穿心咒”。特效团队将哪吒身体切割成600块碎片，再将每块碎片沿着特定的轨道拼和在一起，保证动作的真实自然，同时避免过于血腥的画面冲击。终极决战中的“仙妖对撞”涉及了2亿多个角色，每个角色都拥有独立建模和动态交互，大战群集洪流的灵感则来自导演饺子的处女作短片《打，打个大西瓜》。

### 配乐
本片音乐融合了好莱坞式配乐和传统民乐，如开篇采用侗族大歌，天元鼎缓缓下沉的配乐为蒙古族呼麦，终极决战则结合了唢呐与管弦乐。此外，为了表现不同的场景和人物形象，本片还使用了琵琶、箫、天津曲艺小调、拇指琴、京剧武场锣鼓、电子脉冲音、巴洛克、二胡等作为配乐。
| 曲序 | 曲目                                    |                      | 作曲        | 歌手                                     | 时长 |
| ---- | --------------------------------------- | -------------------- | ----------- | ---------------------------------------- | ---- |
| 1.   | 就是哪吒（角色曲）                      | 王竞、唐汉霄、朱婧汐 | 唐汉霄      | 唐汉霄                                   | 3:51 |
| 2.   | 我乃哪吒三太子（推廣曲）                | 温莨、瞿子千、臧传伟 | 杨芮        | 哪吒（配音：吕艳婷）、敖丙（配音：瀚墨） | 3:12 |
| 3.   | 我乃哪吒三太子（態度曲）                | 温莨、瞿子千、臧传伟 | 杨芮        | 王朝1982                                 | 3:20 |
| 4.   | 在故事的最終（片尾曲）                  | 沃特艾文儿           | 唐汉霄      | 张碧晨                                   | 4:06 |
| 5.   | Ne Zha Legend（北美、澳新英配版主题曲） | 戴安娜·沃伦          | 戴安娜·沃伦 | 杜卡妮、天使童声合唱团                   |      |

## 发行
2024年12月10日，本片官宣于2025年大年初一上映。2025年1月7日，本片首支預告片公布。2025年1月26日發布第二支預告片。本片于2025年1月29日（农历大年初一）在中国大陆影院上映。2025年2月13日在澳大利亚、新西兰等国上映，2月14日在美国和加拿大上映，2月22日在香港和澳門上映。本片最初主要在华人地区发行，因海外票房表现出色、口碑反响良好，当地发行商较以往华语片扩大了发行规模并计划制作包括英语配音版在内的其他本地语言配音版本。

### 原版
| 首次發行日期  | 國家/地區            | 發行商                                     |
| ------------- | -------------------- | ------------------------------------------ |
| 2025年1月29日 | 中国大陆             | 光线传媒                                   |
| 2025年2月13日 | 、 新西兰、 斐济 ·   | 华人影业、A24                              |
| 2025年2月14日 | 美国、 加拿大        | 华人影业、A24                              |
| 2025年2月22日 | 香港、 澳門          | 英皇電影、洲立影片發行、銀都機構、東方影業 |
| 2025年3月6日  | 新加坡               | 创艺电影                                   |
| 2025年3月12日 | 菲律賓               | 华纳兄弟、创艺电影                         |
| 2025年3月13日 | 马来西亚、 泰國      | 华纳兄弟、创艺电影                         |
| 2025年3月21日 | 印度尼西亞           | 华纳兄弟、创艺电影                         |
| 2025年3月21日 | 英国、 爱尔兰        | Trinity CineAsia                           |
| 2025年3月25日 | 柬埔寨               | 创艺电影                                   |
| 2025年3月26日 | 比利时、 盧森堡      | Trinity CineAsia                           |
| 2025年3月27日 | 德国、 荷蘭          | Trinity CineAsia                           |
| 2025年3月28日 | 奥地利               | Trinity CineAsia                           |
| 2025年4月4日  | 日本                 | 面白映画                                   |
| 2025年4月23日 | 法國                 | Trinity CineAsia                           |
| 2025年4月24日 | 丹麦                 | Trinity CineAsia                           |
| 2025年4月25日 | 挪威、 瑞典、 芬兰   | Trinity CineAsia                           |
| 2025年4月25日 | 印度                 | 华纳兄弟、创艺电影                         |
| 2025年4月25日 | 蒙古国               | 创艺电影                                   |
| 2025年4月27日 | 冰島                 | 华纳兄弟、创艺电影                         |
| 2025年4月30日 | 馬爾他               | Trinity CineAsia                           |
| 2025年5月2日  | 土耳其               | CJ CGV、Trinity CineAsia                   |
| 2025年5月29日 | 俄羅斯、 白俄羅斯    | Atmosfera Kino                             |
| 2025年6月5日  | 、 · 、              | Atmosfera Kino                             |
| 2025年6月20日 | 西班牙               | ADSO Films、Trinity CineAsia               |
| 2025年6月25日 | 瑞士 (法语区)        | Film Verleih Gruppe、Trinity CineAsia      |
| 2025年6月26日 | 瑞士 (德语区)        | Film Verleih Gruppe、Trinity CineAsia      |
| 2025年6月26日 | 沙烏地阿拉伯、       | Cinewaves Films 、 PBA Entertainment       |
| 2025年7月17日 | 阿联酋、 巴林、 阿曼 | Cinewaves Films 、 PBA Entertainment       |
| 2025年9月25日 | 巴西                 | A2 Filmes                                  |

### 英文配音版
| 首次發行日期  | 國家/地區 | 發行商 |
| ------------- | --------- | ------ |
| 2025年8月22日 | 美国      | A24    |
| 2025年8月29日 |           | A24    |

## 票房

### 中国内地
上映前，有八家媒体对本片票房给出了最终预测，预测票房从38亿到50亿不等，平均值在43.75亿人民币。而本片出品人王长田在2023年的一次访谈中表示“希望《哪吒2》能够带动中国电影票房进入70亿时代”。
本片于中國大陆上映后票房表現在春节档电影中一骑绝尘。2月4日，上映第7天票房突破40亿人民幣，进入中国内地票房榜前十，同时刷新2021年由《唐人街探案3》创下的最快达到40亿票房的用时记录（用时9天9时）。2月5日，上映第8天票房突破50亿人民币，刷新2021年由中国内地票房冠军《长津湖》创下的破50亿票房的用时记录（用时19天9时），观影人次突破1亿。同日超越前作《哪吒之魔童降世》成为中国内地动画电影票房冠军，《哪吒》系列也凭借两部电影成为第二个突破100亿票房的系列电影。2月6日，上映第9天票房超越《长津湖》的57.75亿人民币成为中国票房最高的电影。2月7日，上映第10天票房达70亿人民币，超过《星球大战：原力觉醒》（2015年）成为全球单一市场票房最高的电影。2月9日，本片观影人次超过《战狼2》（2017年），成为中国观影人次最多的电影。2月13日，本片票房突破100亿人民币，超過《超級瑪利歐兄弟電影版》（2023年）成為票房最高的非迪士尼發行的動畫電影和票房第三高的动画电影，观影人次突破2亿。2月18日，本片票房超過《腦筋急轉彎2》（2024年），成為全球票房最高的动画电影。2月19日，本片官宣密钥延期至3月30日。3月4日，本片观影人次突破3亿。截至2025年3月15日，本片總票房达到150億人民幣，成为全球票房第五高的电影。3月23日，本片的密钥又延期至4月30日。4月22日，电影的密钥第三度延期，延长上映至5月31日。5月21日，电影密钥第四次延期，延长上映至6月30日。6月30日，经过历时153天的放映，电影正式从院线下映，累计票房超154.46亿。院线上映期间共打破113项纪录，获得308项里程碑成就。7月27日，电影在中国电影诞生120周年主题展映启幕式上宣布将于10月与《我和我的祖国》《红海行动》等影片一同在北京、上海等12个城市进行展映。

### 港澳地区
本片在中国大陆大获成功後，香港四家发行商争抢本片的独家发行权，最后经内地协调变为共同引進。本片在一日內即通過香港电影检查，一般審批则需時一個月，该情况被形容為“特事特辦”。相較於前作《哪吒之魔童降世》電檢被評為IIA級，本片此番則被評為I級。本片于2025年2月22日在香港上映，以602万港币刷新香港動畫電影開畫日的票房紀錄和內地電影開畫日的票房记录，成為香港單日票房冠軍。開畫三日本片票房衝破1,500萬港元。2月22至26日间，本片连续五日成为香港单日票房冠军，累计票房已超228万美元，登顶2025中国香港年度票房榜。截止次周周末票房衝破3,000萬港元。截至3月21日，本片累计票房冲破5000万港元，成为香港影史大陆片票房榜冠军。上映後，香港政府部門、親建制團體和人士紛紛包場以免費或平價邀請觀眾观影，有觀點認為政府繼推動“熊貓熱潮”後亦試圖跟風《哪吒2》熱潮，相關活動也被質疑是否適合用公帑推動。
本片在澳门同样取得巨大成功，2月19日晚，本片在澳门英皇戏院举行首映式，发行商银都机构有限公司总经理丁凯致辞表示：目前本片在澳门已安排60场放映，后续还将增加场次。2月22日本片在上映首日同样刷新澳门動畫電影開畫日的票房紀錄和內地電影開畫日的票房记录。首日港澳影院排片由逾500场加至超800场，这一排片规模在港澳影史上前所未有。2月23日，澳门七家常规影院已全部放映本片,澳门一院线销售经理表示本片在澳门每天的排片都在20场以上，占影院总排片的70%，高峰时段上座率达90%以上。此外，本片在港澳地区还引发了观众对粤语配音版的强烈期待。

### 海外地区
本片在海外也获得类似的成功，尤其受到各国华人华侨的欢迎。截止2025年6月29日，本片海外票房已接近6350万美元，大幅超越《流浪地球2》的海外票房（1076万美元），成为有记录以来纯中国内地电影最佳海外成绩，也是自2009年电影《赤壁下》（7481万美元）以来华语片最佳海外成绩。
在大洋洲地区，2月13日，本片于澳大利亚89间影院、新西兰33间影院小规模上映。澳新开画首日就成为近20年华语电影总票房冠军。首周周末三天票房分别为149万美元和33万美元，为当地当周第二和第三高票房电影。澳大利亚首周票房达310.72万澳元，超越张艺谋武侠传奇巨制《英雄》。在新西兰的票房力压同期上映好莱坞大片《美国队长4》。
在北美，本片原声版本于2月12日在洛杉矶的中国戏院首映，电影票一经放出立刻售罄。2月14日，本片在北美地区的772间影院小规模上映，首周周末含總統日四天票房达769万美元，位列当周第五，大幅超越前作369万美元的总票房成绩。上映第二周，放映本片的北美影院达945间，打破了中国大陆华语电影在北美发行的最大规模。在接下来的几周内，本片表现强劲，连续三周在榜北美票房榜前十，本片连续上映十二周，最终以945馆取得2097万美元的成绩在5月8日下映，为北美上半年国际电影票房第一。7月9日，本片宣布于8月22日在北美，澳大利亚，新西兰发行英语配音版，由A24和华人影业(CMC)共同发行，奥斯卡最佳女主角奖得主杨紫琼参与配音。华人影业亦表示他们已计划在北美地区以超过1000块银幕的上映规模上映配音版。本片配音版宣布于8月18日提前公映IMAX版本。
在东南亚，经过激烈竞争後，由创艺电影以最初提案的五六倍价格购得独家发行权。本片在东南亚引发观影狂潮，上映後成为多个地区的当周票房周冠。3月6日在新加坡上映，首日即取得30万新元，上映第7天票房破250万新元，分别打破中国电影首日及最高票房记录。3月29日，发行商创艺电影在社交平台发文表示新加坡累计票房破600万新元。3月13日在马来西亚上映，第六日即获得2200万令吉，成为大马最卖座的中国电影。上映第二周突破3800万令吉， 超越2020年上映的《叶问4: 完结篇》（总票房为3676万令吉） ，成为大马最卖座华语片；其后再突破4000万令吉，超越2019年上映的《冰雪奇缘2》（总票房为3855万令吉），成为大马影史最卖座动画电影。同日在泰国上映，据泰国票房网站数据显示，本片在曼谷、清迈等地区首周票房（3月13日至3月16日）便累计达1180万泰铢，一举打破原由《叶问4：完结篇》保持的962万泰铢的纪录，成为过去十年在泰国市场首周票房最高的华语电影（包含香港电影）;也是近十年来第一部在泰国首周票房突破千万泰铢的华语电影。仅用一个周末便超越了此前泰国市场票房最高的动画电影《进击的巨人：最后的进击》（996万泰铢），成为目前泰国最卖座的动画电影，已成功跻身2025年泰国电影市场首周票房前三名。3月21日在印尼上映，于3月30日打破由1955年影片《百万雄师下江南》保持70年之久的纯大陆电影观影人次纪录。3月25日，本片在柬埔寨上映，上映后票房同样大爆，4月4日超越另一部春节档电影《封神第二部：战火西岐》打破华语电影柬埔寨票房记录，最终取得柬埔寨影史第四名的成就。
在日本，3月14日，本片以中文配音、英语字幕的形式在日本20多个城市的32家影院同步上映。上映首周末，在映影片场均票房、上座率均获第一。限定上映第九天，该片在日累计票房已突破1亿日元（约合67.8万美元），多家影院临时增加了放映场次。4月2日，本片在东京举行试映活动，日本动漫评论家藤津亮太在观影后说，哪吒是一个极具魅力的角色，影片中展现了紧张激烈的战斗场面，观众在被影片中的亲情刻画所打动时，也会被穿插其中的幽默桥段逗笑。4月14日，日本知名动画导演新海诚在社交平台发文盛赞本片。然自4月18日起本片受新片《名侦探柯南：独眼的残像》影响，排片大减，但仍然成为2010年以来日本票房第6高的华语电影（不计合拍）。
在印度，3月30日，本片宣布将于4月25日在印度上映。此外另宣布本片将以印度三种当地语言配音版本（印地語、泰米爾語、泰盧固語）配合英语字幕上映。印媒称其为破纪录的中国动画大片。但影片上映后票房表现严重不及预期，当地机构甚至给出"暴死"的评级。最终本片在印度上映一周便草草下映，总票房仅900万卢比（约11万美元）。
在欧洲，3月10日，发行商Trinity CineAsia 从北京光线传媒处获得本片在欧洲37个国家的发行权。包括了英国、爱尔兰、德国、法国和西班牙等欧洲重要市场。Trinity CineAsia 董事总经理 Cedric Behrel 称他计划在尽可能多的其他欧洲地区上映这部电影。本片于3月14日在英国、爱尔兰以点映形式开启预映，3月21日正式上映。上映首周预计将在英国和爱尔兰的100多个城市的 250 多家影院放映 。本片点映首日就打破近20年华语电影最高首日票房纪录。截至3月19日，本片预映票房超100万美元，为近17年华语片中第一，仅凭预映票房超其前作《哪吒之魔童降世》的总票房。上映开画票房超150万美元，名列当周周末票房榜第二，为近二十年华语片开画票房第一，也是近二十年间首部开画过百万的电影。截至4月15日，在英国、爱尔兰的累计票房为亚洲动画历史第五。本片于3月27日在荷兰上映，截至4月16日为荷兰华语片票房历史第一。于同日在德国上映，截至4月11日为至少近20年德国华语片票房第一，累计票房超70万欧元。 4月23日本片在法国200多家影院上映，预计覆盖15万名观众。同时在比利时、卢森堡以法语字幕版重新上映。4月30日本片在马耳他上映，预计将在马耳他公映14场，至5月6日。5月29日本片在俄罗斯上映，首周末票房2600万卢布，为当周末票房排名第五。累计票房破6000万卢布。5月31日本片在西班牙举行首映式，近千名观众现场观看。6月20日本片在西班牙正式上映。6月6日（映前14天）发行商ADSO Films在社交平台发文表示本片在西班牙预售人次突破1万人，6月18日（映前2天）再次发文表示预售人次突破1.5万人。6月26日该片在瑞士（德语区）上映，发行商Trinity CineAsia另在社交平台发文表示本片将于6月26-29日在德国和奥地利以德语字幕版重新上映。
在中东，本片宣传片亮相于在2月19日至21日举办的沙特媒体论坛总台展台，沙特前新闻大臣沙巴纳观看总台展台本片宣传片后表示，十分希望电影尽快在沙特上映，愿意帮助沟通协商发行相关事宜。6月24日，本片在沙特利雅得举行首映式。中国驻沙特大使常华，沙电影委员会首席执行官阿卜杜拉，以及沙媒体监管总局、文化发展基金、影片本地发行公司负责人等出席。常华称今年是中沙建交35周年，也是首个“中沙文化年”，本片的上映是中沙文化交流的新成果。7月16日，本片在阿联酋迪拜举行首映式，阿联酋当地媒体及文化机构、中外企业、媒体代表、影片本地发行公司负责人等出席活动。
此外，6月5日晚，本片在位于匈牙利布达佩斯的乌拉尼亚国家电影院举行首映式，作为匈牙利“2025影像亚洲中国电影放映周”展映的九部中国影片进行播放，电影票在电影院官网放出后三个小时内便售罄。
| 上一届： 《误杀3》                | 2025年中国内地一周票房冠军 第4-12週 | 下一届： 《我的世界大电影》 |
| 上一届： 《向阳·花》              | 2025年中国内地一周票房冠军 第16週   | 下一届： 《水饺皇后》       |
| 上一届： 《美國隊長：無畏新世界》 | 2025年香港一週票房冠軍 第7-11週     | 下一届： 《赎梦》           |
| 上一届： 《美國隊長：無畏新世界》 | 2025年香港週末票房冠軍 第8-12週     | 下一届： 《赎梦》           |

## 流媒体
2025年7月31日，电影宣布于8月2日上线全网流媒体平台。院线转网播间隔仅33天，创国产大片最快上线纪录。在网播上线前，本片在腾讯视频站内预约量就已破1246万，登顶电影预约榜TOP1。截至8月2日上午9点，全网预约量突破3000万人次。本片在腾讯视频上线一小时播放量就超过400万，站内热度超过2.4万。在哔哩哔哩，本片播放量突破1.1亿，弹幕超过10万条(截至8月3日)，高峰期同时在看人数超过9万。在爱奇艺和优酷，该片均位居电影热播榜第一名。

## 反响

### 评价

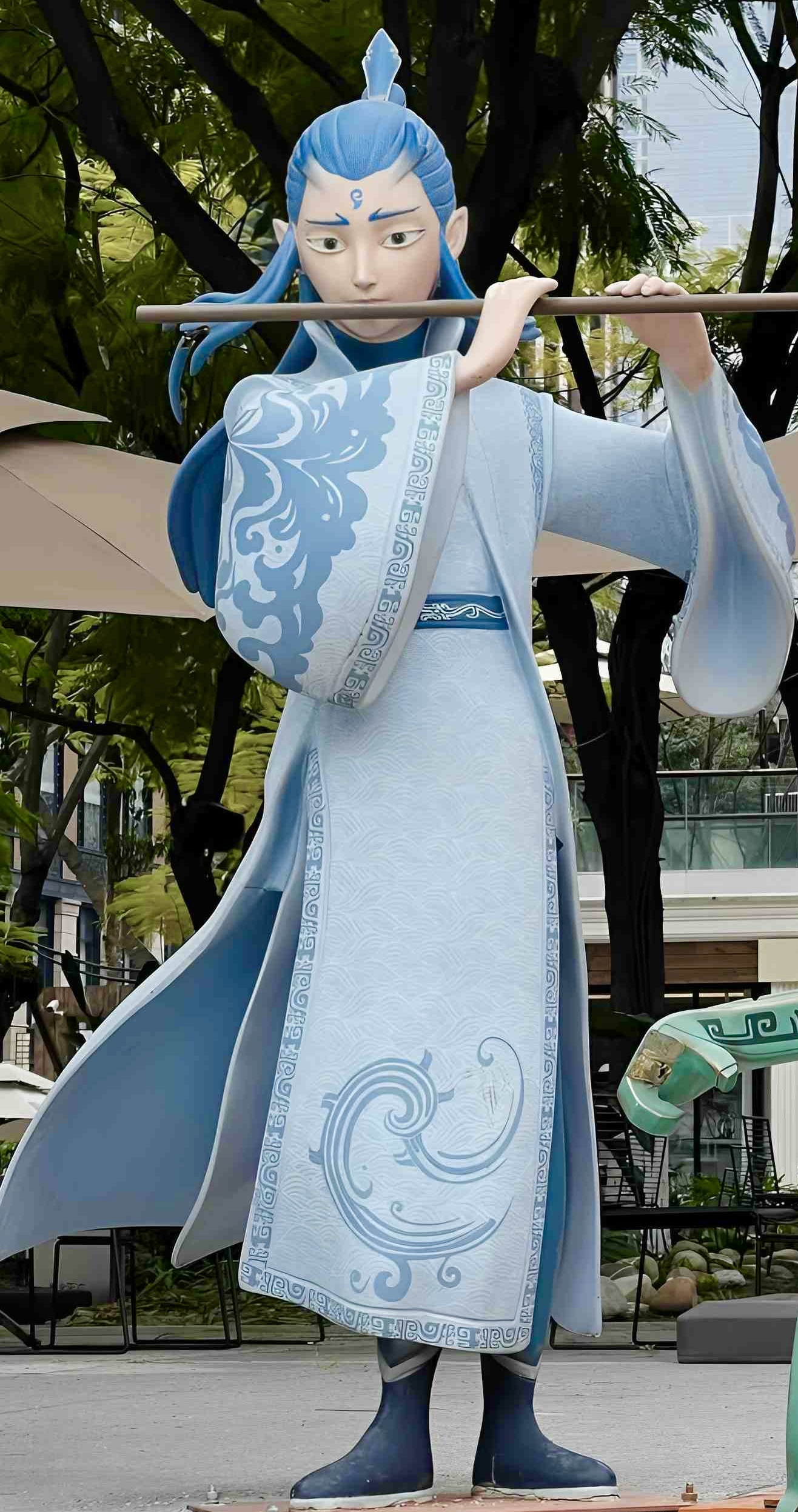
成都市的一个敖丙塑像

外界对《哪吒之魔童闹海》的评价普遍较好，其被认为延续了前作的优点，甚至剧情、特效等方面更加進步。中国大陆影评网站豆瓣電影基于140多万条评价为本片打出8.5分（满分10分），好于95%的动画片，96%的剧情片和98%的喜剧片。美国互联网电影资料库（IMDb）基于12,000条评价为本片打出8.1分（满分10分），50.7%的人给予满分评价。本片在美国影评网站烂番茄根据28条评论，获得96%的新鲜度，观众评价指数为96%，观众共识写道：“《哪吒2》是一部真正包罗万象的续作，与前作相媲美，它在技术和叙事上取得了胜利，超出了预期，进一步让这个中国传奇永垂不朽。”。在Metacritic上，7位影评人共给予了63分的分数（满分100分），这部电影获得了“普遍好评”。本片名列影评网站Letterboxd2025上半年评分最高的25部叙事类影片的第四名。
红星新闻称赞其特效、劇本和立意，並稱本片「用扎实的剧本与精准的价值观表达，证明了『尊重观众』才是真正的票房密码」。《中国日报》表示本片“证明了没有人能比中国本身更好地讲述中国的神话”。《上观新闻》讚賞本片延续前作的风格和节奏，战斗和特效场面则进一步升级，唯詬病其滥用亲情套路和劇情缺乏懸念。《南方日报》称该片在保留“传统文化的精髓”的同时对传统神话故事进行了“大胆创新”，与前作相比保留了哪吒经典的反叛精神，又多了些普世价值。
遊戲科學創辦人冯骥对本片予以推薦，稱本片的故事和技術達到全球頂尖水準，足以稱為「国产动画片天花板」。影评人周黎明认为本片依托经典神话的创新改编精准触达年轻群体，其成功源于文化共鸣而非单纯政策激励。《环球时报》前总编辑胡锡进则将本片视为中国动画工业化里程碑，称“中国人仰望《功夫熊猫》那些好莱坞动画片并啧啧称奇的时代结束了”。导演陶海认为本片重视剧本创作但仍有提升空间，表示“‘发狠’的人物动机以及‘硬拔’式的情节推动是剧作大忌”。漫画家郭竞雄肯定了该片在技术上的成功，但批评其带有“粉红战狼思维”和“抖音化认知”。

### 影响

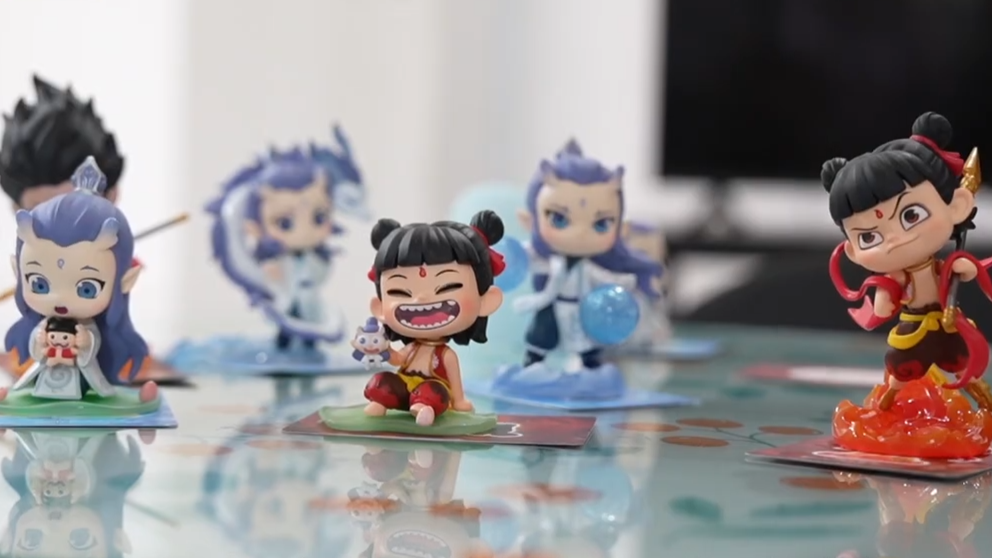
《哪吒之魔童闹海》文创作品

本片上映后场次爆满，一票难求，更有地方出现了午夜场爆满等罕见现象。其中，河南鹤壁一家影院为本片10分钟排一次，一天总共排88场，次日又追加到99场。河南郑州的人民会堂开放了可容纳2,000人的大厅用于放映。甚至一些之前濒临倒闭的影院也因本片“起死回生”。据购票平台淘票票统计，本片吸引了大量从未进入电影院的观众，此类观众也是该片最多的观影群体。
受出色的票房影响，出品方光线传媒春节节后开股即涨停，从春节前的收盘价9.33元两周飙升至最高价41.48元，涨幅高达445%。
《哪吒2》的出色视觉效果也带动了观影人群对IMAX、CINITY等特效厅的需求，本片也成为全球票房最高的IMAX动画电影。特效银幕中尤以全国只有六块的IMAX GT银幕最受欢迎，相关影厅电影票被炒至高价。贵阳越界影院因拥有亚洲最宽的IMAX GT大银幕一夜爆红，连续多日蝉联本片全国影院票房第一，亦有外地影迷坐飞机赴贵阳观影。
本片上映前就已宣布和泡泡玛特、万代南梦宫、卡游等大厂合作推出盲盒、集卡、手办等周边商品，影片上映后，相关衍生品立刻售罄，泡泡玛特的发货日期一度排期至6月，甚至于电影中出现的藕粉销量也同比增长三倍。截至2025年2月16日，本片公开的衍生品销售总收入已突破8亿元。有机构估算本片对中国GDP的影响是2000亿元。
随着本片票房登上全球前列，其巨大成功被廣泛認為是中國和非好萊塢電影前所未有的，为中国动画电影行业的一座里程碑。有媒体指出本片在短时间内提振了中国电影市场的信心，但也使电影的头部效应愈发明显。本片也被用于与《美國隊長4》等同期上映的好莱坞电影进行比较，这引起了中國羣衆的民族自豪感，相较于本片，后者则因口碑欠佳在中国市场遇冷。BBC新闻称本片在中国成为“爱国主义的试金石”和“民族主义情绪的焦点”；路透社认为本片“助长了民族自豪感和对好莱坞的敌意”。

### 轶事
本片上映前出品人王长田曾做出70亿票房预测。随着本片票房大超预期，网友对此预测的评价也从“大放厥词”到“精准预测”再到“唱衰哪吒”。对于最终票房成绩，王长田和导演饺子皆受宠若惊，饺子表示“全靠观众的包容和支持，我们做的还远远不够”，王长田则表示从此不再做票房预测。
由于前作带动哪吒题材大火，直到本片上映前，出现多部作品追随“哪吒”的热潮，其中更有一部电影《我是哪吒2之英雄归来》在海报、标题、人物造型、剧情梗概上与本系列高度相似，且抢先在2023年国庆档上映，最终该片豆瓣评分仅为2.5分。本片上映后，该片再获网友关注，2003年央视动画系列《哪吒传奇》也再度被带火，2月17日，央视一套重播了该系列动画
。
本片中的一些元素也成为网络迷因，被网友解读出政治隐喻，与2010年电影《让子弹飞》引发的政治讨论相提并论。例如阐教的玉虚宫外形类似五角大楼（官方设定集《哪吒之魔童闹海艺术设定集》中提到灵感来源于八卦楼，下同），天元鼎上的图案类似美元符号（实际参考商周青铜纹），神仙牌类似美国绿卡（实际参考龙山文化鹰攫人首玉佩）等。哪吒对土拨鼠说的一句“收你们来了”被解读为收复台湾，这一片段更是被解放军媒体引用。专家认为，对影片的解读既代表了观众对电影的认可，也是通过电影外化自己的情感。

## 奖项
| 年份 | 頒獎典禮             | 獎項           | 入围者             | 結果 |
| ---- | -------------------- | -------------- | ------------------ | ---- |
| 2025 | 第20屆华表奖         | 特别贡献影片   | 《哪吒之魔童闹海》 | 獲獎 |
| 2025 | 第21届中国电影金猴奖 | 综合奖动画电影 | 《哪吒之魔童闹海》 | 金奖 |

## 備註
1. ↑  在旧版海報及預告片中曾用此名。正式电影片头与国家电影局审批信息中均使用「哪吒之魔童闹海」名称。
2. ↑  另有一首角色态度曲《太乙》，作词：王朝1982/李渔（明末清初），作曲：王朝1982，演唱：王朝1982/张珈铭，未被采用。
3. ↑  A24为英文配音版发行商
4. ↑  普通话配音、粤语字幕
5. ↑  泰国提供泰语配音
6. ↑  2025年3月14日英国、爱尔兰開放點映[38] [39]
7. ↑  2025年3月14日以中文配音、英文字幕版限定上映
8. ↑  中文配音、法語字幕
9. ↑  中文配音、英語字幕
10. ↑  印地語，泰米爾語，泰盧固語配音、英語字幕
11. ↑  中文配音、英語字幕
12. ↑  中文配音、土耳其語字幕
13. ↑  俄罗斯提供俄语配音
14. ↑  提供中文配音、西班牙语字幕，西班牙语配音，中文配音、加泰罗尼亚语字幕和加泰罗尼亚语配音四种形式
15. ↑  中文配音、德語字幕
16. ↑  沙特阿拉伯提供阿拉伯语配音，英语字幕
17. ↑  阿联酋、巴林、阿曼提供中文配音，英语字幕、阿拉伯语配音、英语配音三种形式
18. ↑  第一个为同档期的《唐人街探案》系列，此時共四部电影。
19. ↑  此处及下文的“北美”均指北美电影市场，包括美国和加拿大两个国家

## 外部連結
- 《哪吒之魔童闹海》的新浪微博
- 《哪吒之魔童闹海》的抖音账号
- 《哪吒之魔童闹海》的哔哩哔哩个人空间
- 互联网电影数据库（IMDb）上《哪吒之魔童闹海》的资料（英文）
- 豆瓣电影上《哪吒之魔童闹海》的資料 （简体中文）
- 爛番茄上《哪吒之魔童闹海》的資料（英文）

| 紀錄                       | 紀錄                                                         | 紀錄            |
| -------------------------- | ------------------------------------------------------------ | --------------- |
| 上一紀錄： 《腦筋急轉彎2》 | 全球票房收入最高动画电影 2025年 -                            | 下一紀錄： 当前 |
| 上一紀錄： 《长津湖》      | 中国内地票房收入最高电影 全球票房收入最高非英语电影 2025年 - | 下一紀錄： 当前 |